# Ewa Żmuda-Trzebiatowska
Ewa Ilona Żmuda-Trzebiatowska z domu Pesta (ur. 8 września 1956 w Szczecinie) – polska polityk, nauczycielka i samorządowiec, posłanka na Sejm VII kadencji.

## Życiorys
Ukończyła filologię germańską w Wyższej Szkole Humanistyczno-Ekonomicznej w Łodzi, a także studia podyplomowe z zakresu public relations w Zachodniopomorskiej Szkole Biznesu w Szczecinie oraz organizacji i zarządzania w oświacie na Akademii Bydgoskiej im. Kazimierza Wielkiego. Zawodowo związana z edukacją, m.in. jako nauczycielka języka niemieckiego w Zespole Szkół Ponadgimnazjalnych w Wolinie.
W wyborach w 2010 z ramienia Platformy Obywatelskiej została wybrana do rady miejskiej w Świnoujściu. Rok później z listy PO wystartowała w wyborach parlamentarnych. Uzyskała mandat poselski, otrzymując 4906 głosów w okręgu szczecińskim. W 2015 nie została wybrana na kolejną kadencję.